# Amasya
Amasya là một thành phố tỉnh lỵ (merkez ilçesi) của tỉnh Amasya, Thổ Nhĩ Kỳ. Thành phố có diện tích 1730 km² và dân số thời điểm năm 2007 là 132646 người, mật độ 77 người/km².
Thành phố là thủ phủ tỉnh Amasya ở miền bắc Thổ Nhĩ Kỳ. Amasya tọa lạc ở vùng núi phía trên bờ Biển Đen, trong một thung lũng hẹp dọc theo bờ của sông Yeşilırmak. Mặc dù gần Biển Đen, khu vực này cao ở trên bờ biển và có khí hậu nội địa, phù hợp để trồng táo, một nông sản tỉnh Amasya nổi tiếng.
Trong thời cổ đại, Amaseia (Αμάσεια) là một thành phố có tường thànhcao trên các vách đá trên mặt sông. Nó có một lịch sử lâu dài với vai trò thủ phủ của tỉnh, một thành phố giàu có là nơi sản sinh ra các vị vua và hoàng tử, nghệ sĩ, nhà khoa học, nhà thơ và nhà tư tưởng, từ các vị vua của Pontus, đến nhà địa lý Strabo, nhiều thế hệ của các triều đại đế quốc Ottoman.

## Khí hậu
| Dữ liệu khí hậu của Amasya                   | Dữ liệu khí hậu của Amasya | Dữ liệu khí hậu của Amasya | Dữ liệu khí hậu của Amasya | Dữ liệu khí hậu của Amasya | Dữ liệu khí hậu của Amasya | Dữ liệu khí hậu của Amasya | Dữ liệu khí hậu của Amasya | Dữ liệu khí hậu của Amasya | Dữ liệu khí hậu của Amasya | Dữ liệu khí hậu của Amasya | Dữ liệu khí hậu của Amasya | Dữ liệu khí hậu của Amasya | Dữ liệu khí hậu của Amasya |
| Tháng                                        | 1                          | 2                          | 3                          | 4                          | 5                          | 6                          | 7                          | 8                          | 9                          | 10                         | 11                         | 12                         | Năm                        |
| -------------------------------------------- | -------------------------- | -------------------------- | -------------------------- | -------------------------- | -------------------------- | -------------------------- | -------------------------- | -------------------------- | -------------------------- | -------------------------- | -------------------------- | -------------------------- | -------------------------- |
| Cao kỉ lục °C (°F)                           | 21.3 (70.3)                | 24.8 (76.6)                | 31.2 (88.2)                | 35.8 (96.4)                | 37.5 (99.5)                | 41.8 (107.2)               | 45.0 (113.0)               | 42.2 (108.0)               | 43.5 (110.3)               | 36.0 (96.8)                | 29.7 (85.5)                | 22.9 (73.2)                | 45.0 (113.0)               |
| Trung bình ngày tối đa °C (°F)               | 7.4 (45.3)                 | 10.2 (50.4)                | 15.0 (59.0)                | 20.6 (69.1)                | 25.6 (78.1)                | 29.3 (84.7)                | 31.9 (89.4)                | 32.3 (90.1)                | 28.6 (83.5)                | 22.7 (72.9)                | 14.6 (58.3)                | 8.9 (48.0)                 | 20.6 (69.1)                |
| Trung bình ngày °C (°F)                      | 2.8 (37.0)                 | 4.6 (40.3)                 | 8.5 (47.3)                 | 13.3 (55.9)                | 17.8 (64.0)                | 21.6 (70.9)                | 24.2 (75.6)                | 24.4 (75.9)                | 20.5 (68.9)                | 15.2 (59.4)                | 8.2 (46.8)                 | 4.4 (39.9)                 | 13.8 (56.8)                |
| Tối thiểu trung bình ngày °C (°F)            | −0.7 (30.7)                | 0.2 (32.4)                 | 3.3 (37.9)                 | 6.9 (44.4)                 | 11.1 (52.0)                | 14.7 (58.5)                | 17.0 (62.6)                | 17.3 (63.1)                | 13.4 (56.1)                | 9.2 (48.6)                 | 3.3 (37.9)                 | 1.1 (34.0)                 | 8.1 (46.6)                 |
| Thấp kỉ lục °C (°F)                          | −21.0 (−5.8)               | −20.4 (−4.7)               | −15.3 (4.5)                | −5.1 (22.8)                | −0.1 (31.8)                | 4.8 (40.6)                 | 8.5 (47.3)                 | 8.8 (47.8)                 | 3.0 (37.4)                 | −2.9 (26.8)                | −9.5 (14.9)                | −12.7 (9.1)                | −21.0 (−5.8)               |
| Lượng Giáng thủy trung bình mm (inches)      | 46.2 (1.82)                | 36.7 (1.44)                | 50.2 (1.98)                | 51.9 (2.04)                | 61.3 (2.41)                | 41.0 (1.61)                | 12.9 (0.51)                | 12.9 (0.51)                | 21.3 (0.84)                | 36.4 (1.43)                | 44.6 (1.76)                | 53.8 (2.12)                | 469.2 (18.47)              |
| Số ngày giáng thủy trung bình                | 10.60                      | 9.50                       | 12.17                      | 13.50                      | 14.00                      | 9.23                       | 3.33                       | 2.93                       | 5.33                       | 8.33                       | 8.20                       | 11.40                      | 108.5                      |
| Số giờ nắng trung bình tháng                 | 68.2                       | 93.2                       | 136.4                      | 180.0                      | 229.4                      | 264.0                      | 297.6                      | 282.1                      | 222.0                      | 155.0                      | 105.0                      | 62.0                       | 2.094,9                    |
| Số giờ nắng trung bình ngày                  | 2.2                        | 3.3                        | 4.4                        | 6.0                        | 7.4                        | 8.8                        | 9.6                        | 9.1                        | 7.4                        | 5.0                        | 3.5                        | 2.0                        | 5.7                        |
| Nguồn: Cơ quan Khí tượng Nhà nước Thổ Nhĩ Kỳ |                            |                            |                            |                            |                            |                            |                            |                            |                            |                            |                            |                            |                            |